# Cryptodiaporthe populea
Cryptodiaporthe populea är en svampart som först beskrevs av Pier Andrea Saccardo, och fick sitt nu gällande namn av Butin ex Butin 1958. Cryptodiaporthe populea ingår i släktet Cryptodiaporthe och familjen Gnomoniaceae.  Arten är reproducerande i Sverige. Inga underarter finns listade i Catalogue of Life.